# سيفيليزيشن v: برايف نيو وورلد
سيفيليزيشن v: براف نيد ورلد  (بالإنجليزية: Sid Meier's Civilization V: Brave New World)‏ هي لعبة فيديو تاريخ صدورها هو 9 يوليو 2013، وهي متوفرة على أجهزة مايكروسوفت ويندوز وماك أو إس عشرة. اللعبة من نشر تو كي جيمز.

## أجزاء أخرى
- سيفيليزيشن 5
- سيفيليزيشن 5: قودز أند كينقز
- سيفيليزيشن